# Вольштейн, Лев Израилевич
Лев Израилевич Вольштейн (Лейба Сролевич; 22 апреля 1908, Минск, Российская империя — 1984, Ленинград, СССР) — российский советский живописец и график, член Ленинградского Союза художников.

## Биография
Родился 22 апреля 1908 года в Минске. В 1925 году поступил в ленинградский ВХУТЕИН. Занимался у О. Браза, К. Петрова-Водкина, А. Рылова. В 1930 году окончил институт с присвоением звания художника-живописца. Участник выставок с 1930 года. В 1929—1932 годах — член и экспонент объединения «Круг художников». Член Ленинградского Союза художников с 1947 года.
Писал жанровые и исторические композиции, портреты, пейзажи. Иллюстрировал книги для издательств «Молодая гвардия», Детгиз, Лениздат. Автор картин «После работы в степи» (1931), «У колодца» (1932), «Портрет жены» (1939), «Девушка-пилот» (1937), «Освобождение» (1941), «Мученики гетто» (1947), «На Апрельской конференции» (1950), «Выступление М. Калинина на IV съезде РСДРП» (1952), «Ленин на II съезде РСДРП» (1953), «У Ленина в Смольном» (1964), «Ленин в Кремлёвском дворце» (1967), «Игра в мяч. Минутный перерыв» (1975), «Мы Красная кавалерия…» (1980) и др.
Скончался в 1984 году в Ленинграде.
Произведения Л. И. Вольштейна находятся в Государственном Русском музее, в музеях и частных собраниях в России, Великобритании, Израиле, США, Франции и других странах.

## Выставки
- 1964 год (Ленинград): Ленинград. Зональная выставка.
- 1975 год (Ленинград): Наш современник. Зональная выставка произведений ленинградских художников.
- 1976 год (Москва): Изобразительное искусство Ленинграда.
- 1980 год (Ленинград): Зональная выставка произведений ленинградских художников.
- 1997 год (Петербург): Связь времён. 1932—1997. Художники — члены Санкт-Петербургского Союза художников России .